# Jan Louis Guillaume Doornik
Jan Louis Guillaume Doornik (Parijs, 26 juni 1905, Mont Valérien bij Parijs, 29 augustus 1941) was een Nederlandse officier in de Vrije Franse Strijdkrachten die door de Duitse bezetter in Frankrijk ter dood is veroordeeld en gefusilleerd.

## Strijd
Tijdens de Duitse aanval op Nederland in 1940 is Doornik in België en kan niet naar Nederland terugkeren. Op 20 mei 1940 meldt hij zich bij de Nederlandse militaire attaché in Parijs. Diens raad te wachten op een oproep negeert Doornik: op 18 juni scheept hij zich in naar Cardiff, waar hij zich bij een Nederlands legeronderdeel meldt. Hij meldt zich onmiddellijk als vrijwilliger aan voor een formatie stoottroepen.
Met zijn eenheid neemt hij deel aan verschillende verkenningstochten van de Franse kust. Als bij een van deze tochten alle officieren sneuvelen neemt hij het bevel van de eenheid op zich en slaagt erin met zijn kameraden naar de basis terug te keren. Door deze actie wordt hij tot officier benoemd. Met steun van generaal De Gaulle krijgt hij van koningin Wilhelmina verlof om tot de Vrije Fransen toe te treden in de rang van luitenant.
Jan Doornik biedt zich onmiddellijk vrijwillig aan voor een opdracht in bezet Frankrijk. Hij krijgt opdracht de installaties van de Kriegsmarine aan de Franse kust te verkennen. In september 1940 gaat hij in Plogoff aan land onder de naam Marcel Millot. Hij reist naar Parijs waar hij zijn broer Yves ontmoet en daar vindt hij de samenwerking van twee geestdriftige vrijwilligers: Dobiès en Jean Auzias de Turenne. Hij besluit in de villa van laatstgenoemde in Saint-Cloud zijn zender in te richten.
Op 10 oktober gaat hij naar Nantes en wacht vergeefs in Plogoff op de boot die hem naar Engeland zou brengen. Hij keert terug naar Parijs en neemt zich voor via Spanje naar Londen te reizen en zo zijn inlichtingen af te geven. Eind oktober smokkelt zijn broer hem het onbezette deel van Frankrijk in. Hij slaagt er niet in Spanje binnen te komen en probeert het via Zwitserland. In Genève ontmoet hij de Britse Consul-generaal, die hem vraagt in Haute-Savoie te wachten op instructies uit Londen. Twee dagen later krijgt hij bevel naar Vichy terug te gaan om luitenant Barlier te vergezellen op weg naar Engeland. Op 25 december 1940 slaagt de eerste radioverbinding met de Vrije Fransen door leden van de verzetskring Nemrod.
Eind december 1940 neemt luitenant d'Estienne d'Orves de leiding van de operatie over van Doornik. Doornik ontmoet, door bemiddeling van zijn broer Yves, Honoré d'Estienne d'Orves in een café in Montparnasse op 4 januari 1941. D'Estienne d'Orves wenst hem geluk met zijn prestaties en stelt hem voor aan het eind van de maand samen naar Londen te reizen. Op 3 februari komt Jan Doornik in Nantes aan. Daar hoort hij dat van een groep van dertig mannen, die zich bij hem zou aansluiten, vele door verraad zijn gearresteerd. Hij gaat naar Plogoff, waar hij in een boerderij bij verrassing wordt gearresteerd. Hij wordt eerst in Angers opgesloten en vervolgens naar Berlijn overgebracht, waar hij zijn kameraden Barlier en d'Estienne d'Orves terugziet. Het drietal wordt eind februari naar Parijs overgebracht en in de gevangenis Cherche-Midi vastgezet.
Op 14 mei 1941 opent het proces tegen Jan Doornik en zijn kameraden. Twaalf dagen later worden Barlier, Doornik en d'Estienne d'Orves ter dood veroordeeld. De krijgsraad die ze veroordeelt tekent uit eigen beweging een aanbeveling voor gratie. Een verzoek daartoe aan Hitler roemt de moed van de veroordeelden, maar blijft vergeefs.
Op 28 augustus 1941 krijgen de drie verlof hun laatste nacht in dezelfde cel door te brengen. De volgende morgen, 29 augustus 1941, worden ze, na een blinddoek geweigerd te hebben, gefusilleerd op Mont Valérien. Jan Doornik werd als laatste terechtgesteld. Hij ligt begraven op Père Lachaise in Parijs.

## Onderscheidingen
- Bij decreet van 7 maart 1945 benoemde de Franse regering hem in de Orde van de Bevrijding.
- Op 20 mei 1950 verleende de Nederlandse regering hem het Verzetskruis.